# Kopula (Grammatik)
Die Kopula (lateinisch copula „Band“), auch Kopulaverb, kopulatives Verb, verbindendes Verb, Bindeverb, Verknüpfungswort, Satzband genannt, ist in der Grammatik ein Verb, das kein Inhaltswort ist, sondern das nur dazu dient, zusammen mit einem nichtverbalen Bestandteil (dem Prädikativum) ein Prädikat zu bilden. Im Deutschen fungieren die Verben „sein“, „werden“ und „bleiben“ als Kopula, soweit sie nicht als Vollverb oder als Hilfsverb dienen. Beispiele für den Gebrauch als Kopula sind er ist alt; er ist ein Mann; sie wird alt; sie wird zur Frau; sie bleiben im Haus wohnen (dagegen als Vollverb etwa es ist ein Gott im Himmel; die Arbeit wollte nicht werden und als Hilfsverb etwa Hans ist gegangen; der Brief wurde geschrieben).
Manchmal werden darüber hinaus eine Reihe weiterer Verben als Kopula bezeichnet, die mit einem Prädikativum konstruiert werden, beispielsweise „aussehen“, „erscheinen“, „dünken“, „klingen“, „schmecken“, „heißen“, „gelten“, „sich vorkommen“ und „sich erweisen“.
Nicht alle Sprachen erfordern die Setzung einer Kopula. Dies kann auch so ausgedrückt werden, dass (vor allem im Präsens) eine „Null-Kopula“ existiert:
Russisch «Я — человек», (Ja tschelowek) – „Ich bin ein Mensch“, wörtlich: „Ich – Mensch“. An der Stelle des fehlenden „ist“ steht in der geschriebenen Sprache ein Geviertstrich.
Ungarisch: «ő egy ember», „Er ist ein Mensch“, wörtlich: „Er ein Mensch“
Hebräisch: «אני בן-אדם», (ani ben-adam), „Ich bin ein Mensch“, wörtlich: „Ich Sohn Adams“
Arabisch: «أنا إنسان» (anā insān), „Ich bin ein Mensch“, wörtlich: „Ich (ein) Mensch“